# Erich Altosaar
Erich Altosaar (14 de agosto de 1908 - 11 de octubre de 1941) fue un jugador de baloncesto estonio. Formó parte del equipo nacional que fue noveno en los Juegos Olímpicos de Berlín 1936, donde también fue el abanderado de Estonia.

## Biografía
Se graduó en una escuela técnica en 1925 y compitió por Tallinna Võitleja en 1922-27. Ganó títulos nacionales en voleibol (1927, 1929, 1931, 1933 y 1935-39), baloncesto (1927, 1930-31 y 1941) y fútbol (1930). Jugaba para el JK Tallinna Kalev cuando el club ganó el Campeonato de Fútbol de Estonia de 1930. Altosaar jugó 16 partidos internacionales de baloncesto para Estonia y fue capitán del equipo nacional en el EuroBasket de 1939, donde quedó en quinto lugar. Publicó artículos analizando los problemas del baloncesto en el Estonian Sport Newspaer y envió mensajes deportivos a los diarios desde sus viajes al extranjero.
Después de 1934 trabajó como contable y oficial de policía.Tras la anexión soviética de Estonia, fue arrestado en 1941 acusado de actividades antisoviéticas y, por decisión de la NKVD, fue fusilado en un campo de concentración del Gulag.
En 1944, fue elegido, a título póstumo, mejor jugador de los primeros 25 años del baloncesto estonio (1919-44).